# Coracopsis
Coracopsis is een geslacht van papegaaiachtigen uit de familie papegaaien van de Oude Wereld (Psittaculidae).

## Soorten
Het geslacht omvat de volgende soorten:
- Coracopsis barklyi – Praslinvasapapegaai
- Coracopsis nigra – Kleine vasapapegaai
- Coracopsis sibilans – Comorenvasapapegaai
- Coracopsis vasa – Grote vasapapegaai